# Maskens återkomst
Maskens återkomst är en amerikansk film från 2005 regisserad av Lawrence Guterman. Denna film fick väldigt dålig kritik eftersom den inte följde på händelserna från den första filmen, utan hade en helt ny handling med annorlunda effekter och karaktärer och sämre skådespelare. Jamie Kennedy blev nominerad till '"Sämsta skådespelare" i Golden Raspberry Awards, och filmen tilldelades också en Razzie för "Sämsta nyinspelning eller uppföljare". Den betraktades som en av de sämsta filmerna som någonsin gjorts.

## Rollista (i urval)
- Jamie Kennedy - Tim Avery
- Alan Cumming - Loke
- Ryan Falconer - Alvey Avery
- Bob Hoskins - Oden
- Traylor Howard - Tonya Avery
- Ben Stein - Dr. Arthur Neuman

## Svenska röster
- Jonas Malmsjö - Tim Avery
- Ole Ornered - Loke
- Stephan Karlsén - Oden
- Maria Rydberg - Tonya Avery
- Per Sandborgh - Dr. Arthur Neuman
- Jakob Stadell - Jorge
- Johan Hedenberg - Daniel
- Adam Fietz - Otis